# The Philadelphia Inquirer

Das Logo der Zeitung

The Philadelphia Inquirer ist eine Tageszeitung, die vor allem in Philadelphia und dem US-Bundesstaat Pennsylvania gelesen wird.
Derzeit hat die Zeitung die zehntgrößte Auflage unter den US-amerikanischen Zeitungen und ist die drittälteste, noch erscheinende Tageszeitung der USA.

## Geschichte
| Auflage | Wochentag | Sonntag   |
| ------- | --------- | --------- |
| 1936    | 280,093   | 369,525   |
| 1938    | 345,422   | 1,035,871 |
| 1968    | 648,000   | 905,000   |
| 1984    | 533,000   | 995,000   |
| 1990    | 511,000   | 996,000   |
| 1999    | 402,000   | 802,000   |
| 2002    | 373,892   | 747,969   |
| 2006    | 350,457   | 705,965   |
| 2007    | 338,049   | 645,095   |

Die Zeitung wurde im Juni 1829 von John R. Walker und John Norvell gegründet. Ab 1936 wurde sie durch Moses Annenberg herausgegeben und nach dessen Tod 1942 durch dessen Sohn Walter Annenberg. Der im Herbst 1994 eingerichtete Newsroom gilt als einer der ersten der Welt.
Zu den Mitarbeitern gehörte unter anderen der spätere Science-Fiction-Autor Nelson Bond, der in den frühen dreißiger Jahren Besprechungen von Theaterstücken lieferte.

## Auszeichnungen
Im Laufe seiner Geschichte ist die Zeitung 18 mal mit dem Pulitzer-Preis ausgezeichnet worden.